# Eurhopalothrix apharogonia
Eurhopalothrix apharogonia é uma espécie de formiga do gênero Eurhopalothrix, pertencente à subfamília Myrmicinae.